# 키프로스 왕국
키프로스 프랑크 왕국(프랑스어: Royaume franc de Chypre), 키프로스 라틴 왕국(라틴어: Regnum Cypri, 프랑스어: Royaume latin de Chypre) 혹은 키프로스 왕국(그리스어: Βασίλειο της Κύπρου)은 키프로스 섬에 세워진 중세의 십자군 국가이다. 1192년에 설립되어 1489년까지 키프로스섬을 지배했다.

## 역사
키프로스는 원래 비잔티움 제국의 영토였다. 비잔티움의 총독인 이사키오스 콤네노스는 키프로스에서 콘스탄티노폴리스에 반기를 들고 스스로 황제를 칭했다. 1191년 제3차 십자군 원정길에 오른 리처드 1세는 성지로 오는 도중에 이 섬을 점령하고 성전 기사단에게 섬을 팔았다. 이듬해 성전 기사단은 다시 예루살렘 왕위계승에 실패한 기 드 뤼지냥에게 이 섬을 양도했고 그 후부터는 뤼지냥 가문의 영토가 되었다. 기의 동생 아모리는 1192년 신성로마제국의 하인리히 6세에게 정식으로 키프로스의 왕위의 직함을 부여받았다.
아모리가 죽은후 왕위는 몇몇 어린 소년왕에게 넘어갔고 예루살렘 함락이후 이곳으로 옮겨온 예루살렘 왕국의 유력 가문인 이벨린가의 영향력이 커져 섭정을 맡았다. 키프로스 왕국은 중세기 내내 존재했는데 그 역사는 예루살렘 왕국의 역사와 맥을 같이 한다.
원래 키프로스의 주민 대부분은 그리스계였기 때문에 동방 정교회의 영향아래 있었고 로마 가톨릭교회는 소수였다.
1291년 팔레스타인의 마지막 십자군의 거점인 아크레가 함락되자 키프로스는 지중해와 레반트 무역의 중심지로 이탈리아의 제노바, 베네치아등 무역국가의 무역의 중심지가 되었고 이들의 영향력이 강해졌다. 14세기 경에는 제노바 상인들의 영향력이 점차 강해졌고 아비뇽 유수기에는 프랑스의 편을 들어 프랑스가 이탈리아인들을 몰아내 줄 것을 원하기도 했다. 그러나 1489년 마지막 여왕인 카트린 코르네르가 베네치아 공화국의 압력으로 섬을 베네치아에게 팔도록 강요당하였고 그 이후에 왕국은 해제되고 베네치아 공화국의 일부가 되었다.

## 키프로스의 지배자

### 키프로스 영주
- 기 드 뤼지냥 (1192년-1194년)
- 아모리 (1194년-1196년)

### 키프로스왕

#### 뤼지냥가
- 아모리 (1196년-1205년)
- 위그 1세 (1205년-1218년)
- 앙리 1세 (1218년-1253년)
- 위그 2세 (1253년-1267년)

#### 푸아티에뤼지냥가
- 위그 3세 (1267년-1284년)
- 장 1세 (1284년-1285년)
- 앙리 2세 (1285년-1324년)
  - 티레의 아모리 (1306년-1310년), 섭정이자 찬탈자
- 위그 4세 (1324년-1359년)
- 피에르 1세 (1359년-1369년)
- 피에르 2세 (1369년-1382년)
- 자크 1세 (1382년-1398년)
- 자뉘 (1398년-1432년)
- 장 2세 (1432년-1458년)
- 샤를로트 (1458년-1464년)
- 자크 2세 (1464년-1473년)
- 자크 3세 (1473년-1474년)

#### 코르네르가
- 카트린 (1474년-1489년)

1. quartered of Jerusalem, de Lusignan, Armenia and Cyprus, declaring a claim to reign over the former kingdoms of Cilician Armenia and Jerusalem
2. ↑  quartered of Jerusalem, de Lusignan, Armenia and Cyprus, declaring a claim to reign over the former kingdoms of Cilician Armenia and Jerusalem
3. ↑  Farran, Sue (2014). 《A Study of Mixed Legal Systems: Endangered, Entrenched or Blended》. Ashgate Publishing, Ltd. 216쪽. ISBN 9781472441799. During the period of Frankish rule, Catholicism became the official religion of the island